# Cortinarius mussivus
Cortinarius mussivus (Elias Magnus Fries, 1838 ex Jacques Melot, 1987), sin. Cortinarius russeoides (Meinhard Michael Moser, 1952), din încrengătura Basidiomycota, în familia Cortinariaceae și de genul Cortinarius este o specie între timp rară de ciuperci necomestibile care coabitează, fiind un simbiont micoriza (formează micorize pe rădăcinile arborilor). O denumire populară nu este cunoscută. În România, Basarabia și Bucovina de Nord trăiește pe sol umed, calcaros sau silicos, în păduri de conifere și în cele mixte cu predilecție sub  molizi, uneori și pe lângă pini de pădure. Apare de la deal la munte, ocazional și la câmpie, din (iulie) august până în noiembrie.

## Taxonomie

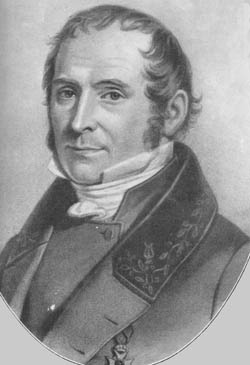
Elias M. Fries

Numele binomial Agaricus mussivus a fost determinat de renumitul micolog suedez Elias Magnus Fries în cartea sa Epicrisis systematis mycologici, seu synopsis hymenomycetum din 1838 și transferat soiul la genul Cortinarius sub păstrarea epitetului de către micologul francez Jacques Melot, de verificat în volumul 17 al jurnalului micologic  Documents Mycologiques din 1987, fiind și numele curent valabil (2021).
De constatat este că denumirea Cortinarius russeoides a cunoscutului micolog austriac Meinhard Michael Moser din 1952 este aplicată în multe publicații micologice până în prezent. Toate celelalte încercări de redenumire și variații descrise (vezi infocaseta) sunt acceptate sinonim. 
Numele Phlegmacium mussivum creat de micologii finlandezi Tuula Niskanen și Kare Liimatainen în 2022, bazând pe descrierea lui Fries, este un sinonim obligatoriu. Mai mult, în momentul de față se năzuiește spre determinarea nouă a speciei, cu toate că termenul Phlegmacium este stabilit drept subgen al genului Cortinarius.
Epitetul specific provine din cuvântul de limba latină vulgară latină musivum pentru „în mozaic”: Aurum musivum, sau Aurum mosaicum au fost termeni folosiți de alchimiști pentru a desemna aurul mozaicurilor. Aurul mus(s)iv este sulfura de staniu (IV) sau sulfura stanică, o di-sulfură de staniu (SnS2) cu aspect auriu, folosită ca pigment pentru a da o strălucire aurie, în special în arta bizantină pentru [icoană|icoane]] și mozaicuri, pe când epitetul russeoides se trage din cuvântul latin (latină russus=carneu deschis. Epitetele se referă la coloritul (posibil) al cuticulei.

## Descriere

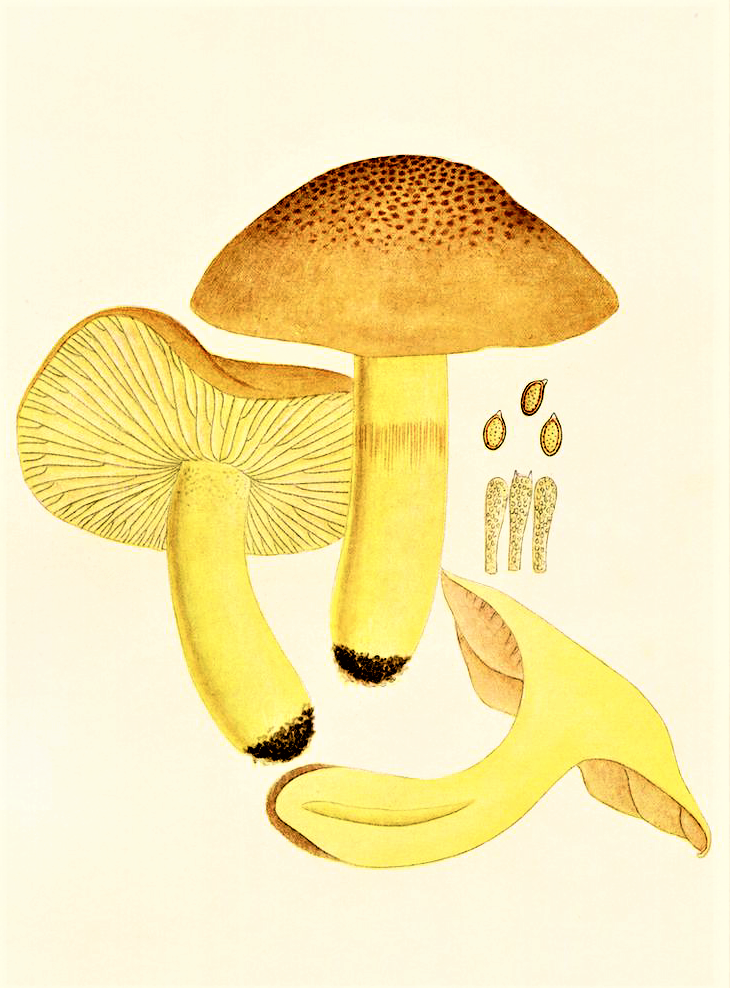
Bres.: Hebeloma mussivum

- Pălăria: destul de cărnoasă și compactă cu un diametru între 4 și 8 (11 cm), este la început boltită emisferic, ulterior însă de formă foarte variabilă: în mod regulat convexă până destul de plată la bătrânețe, ea poate fi și cocoșată sau în formă de clopot până de oală și chiar destul de îndoită neregulat. Marginea fără tiv rămâne pentru mult timp răsucită înspre interior. Cuticula decojibilă, netedă, adesea cu granulații minuscule (rămășițe de voal) mai închise spre centru, este la ariditate strălucitoare, la umezeală cleioasă. Coloritul pe fond galben-verzui diferă, el poate fi arămiu, ocru deschis cu nuanțe măslinii, galben-măsliniu, carneu, mai rar deplin gri-brun sau brun-roșcat.
- Lamelele: sunt subțiri, destul de înghesuite, intercalate, aderate, uneori puțin decurente cu un dinte la picior și mai mult sau mai puțin bombate spre tijă, fiind învăluite la început de o cortină ca de paianjeniș galben-verzuie, rest al vălului parțial. Coloritul este inițial galben-verzui, apoi portocaliu-ruginiu până bej închis și în sfârșit brun-ruginiu până brun-măsliniu. Muchiile de culoare ceva mai deschisă devin cu avansarea în vârstă neuniforme, zimțate puternic și uneori tare încrețite.
- Piciorul: uscat până lipicios, solid, fibros, cu o lungime de 4-10 cm și un diametru de 0,7-2 cm spre pălărie, dar de 1,3-2,5 cm spre bază, este clavat până cilindric, adesea îndesat cu un bulb la bază, dar și mai zvelt, fiind plin pe dinăuntru și gol în vârstă. Coloritul este viu sau mat palid gălbui până galben-verzui, menținându-l spre vârf, dar decolorându-se cu timpul în mare parte maroniu sau gri-brun. Nu prezintă o zonă inelară.
- Carnea: este compactă, fermă, deschis gălbuie în pălărie și galben închisă până galben-verzuie în picior, spre bază brun-măslinie, iar în culoarele produse de viermi roșiatică. Mirosul este neplăcut, puternic pământos, de mucegai sau de varză stricată și gustul blând, dar ca de știulete de porumb necoapte.[3][4]
- Caracteristici microscopice: are spori galben-ruginii elipsoidali și apiculați până slab ovoidali, verucos aspri, dar nu grosolani pe suprafață, măsurând 10,6-12,9 x 6,3-7,0 microni.  Pulberea lor este ruginie. Basidiile cilindric-clavate, poartă 2, 3 sau 4 sterigme fiecare și au o dimensiune de 30-55 x 6-8 microni. Pileocistide (elemente sterile de pe suprafața pălăriei) ceva împletite radial prezintă hife de 3-6 μm cu un pigment intracelular brun-gălbui. Cheilocistide (elemente sterile situate pe muchia lamelor) cilindrice cu conținut granulos au o mărime de 20 x 6-10 microni. Pleurocistide (elemente sterile situate în himenul de pe fețele lamelor) de o grosime de 10-12 μm sunt alcătuite din hife cu un pigment intracelular, iar cele ale cortinei sunt hialine, parțial cu un conținut granulos și o grosime de 6-7 μm.[11][12] [13]
- Reacții chimice: carnea se decolorează cu hidroxid de potasiu de 40%, gri-măsliniu și cuticula verde-măsliniu, carnea cu hidroxid de sodiu verde-măsliniu închis cu un licăr maroniu, cu fenol verde-măsliniu închis, iar cu Sulfat de cupru sau cu sulfat de fier măsliniu murdar.[13][14]

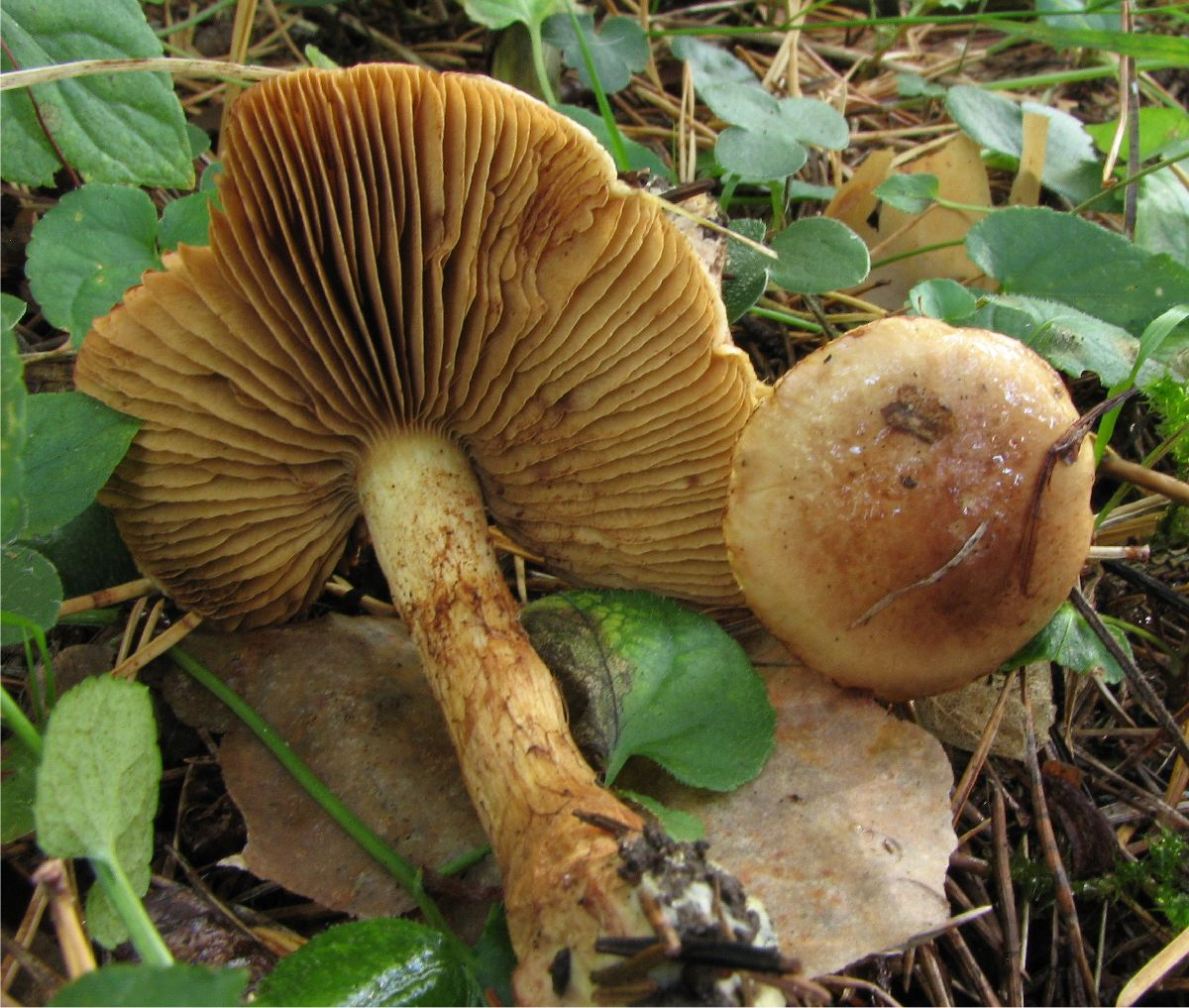
C. mussivus, pălărie, lamele și picior
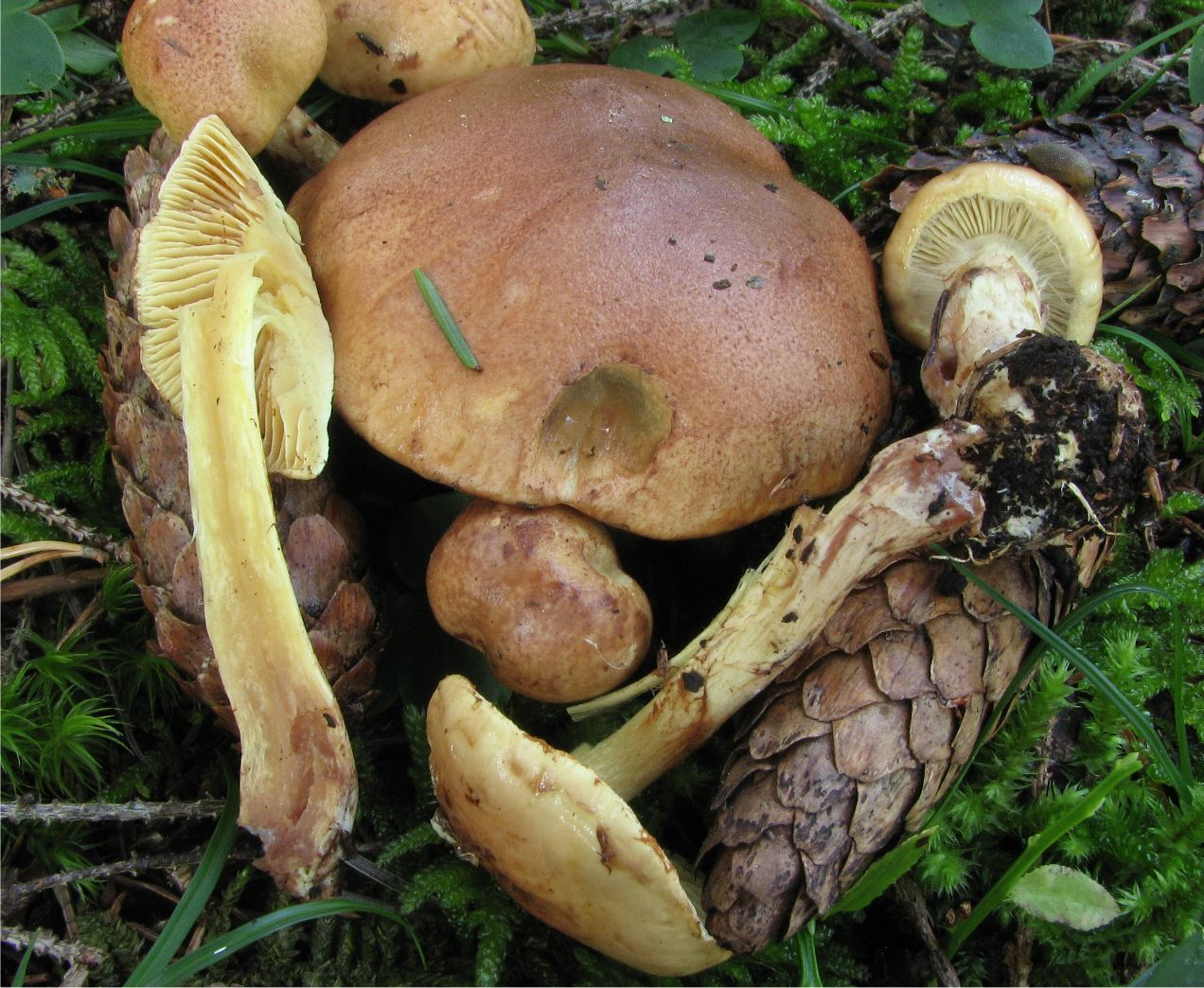
C. mussivus în diverse stadii de evoluție

## Confuzii
Dacă nu se dă seama de mirosul speciei repede foarte neplăcută, ea poate fi confundată de exemplu cu Cortinarius callochrous (necomestibil), Cortinarius dibaphus (necomestibil), Cortinarius elegantior (comestibil), Cortinarius elegantissimus (otrăvitor), Cortinarius odorifer (comestibil, cu un miros de anason), Cortinarius percomis (comestibil), Cortinarius saginus sin. Cortinarius subvalidus (comestibil) sau Cortinarius subtortus (necomestibil).

## Specii asemănătoare în imagini

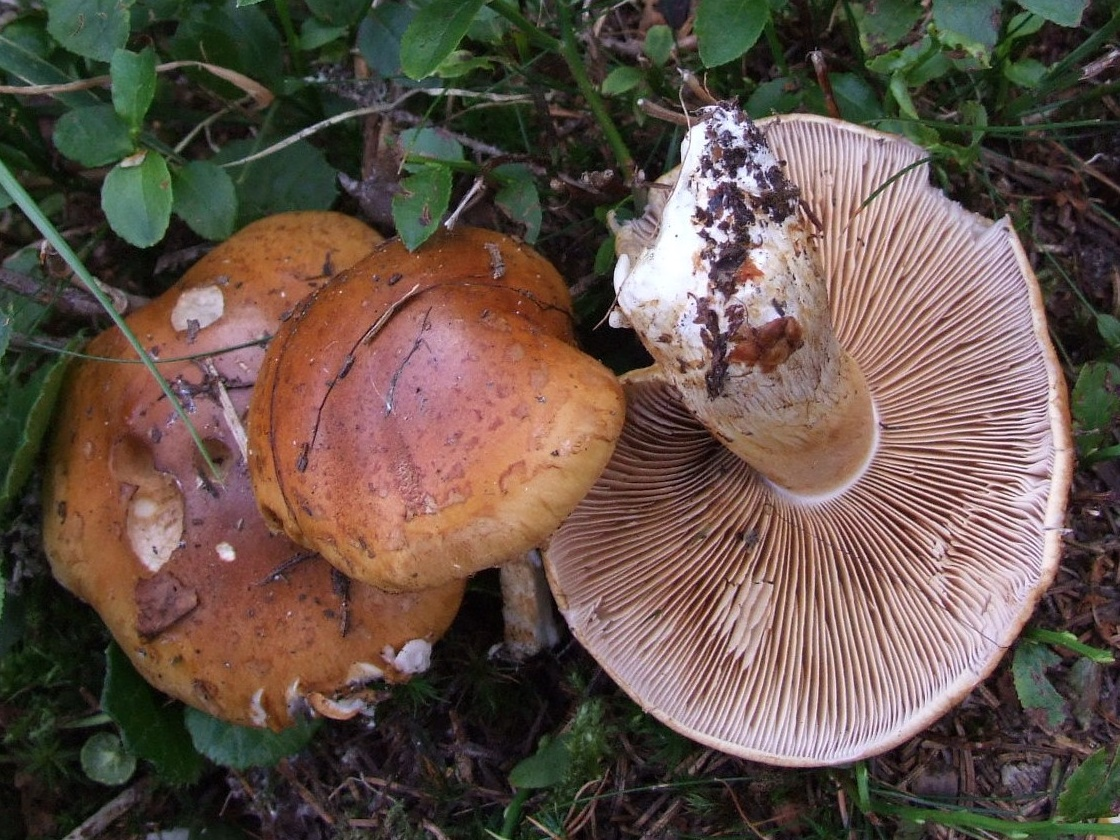
!Cortinarius callochrous!
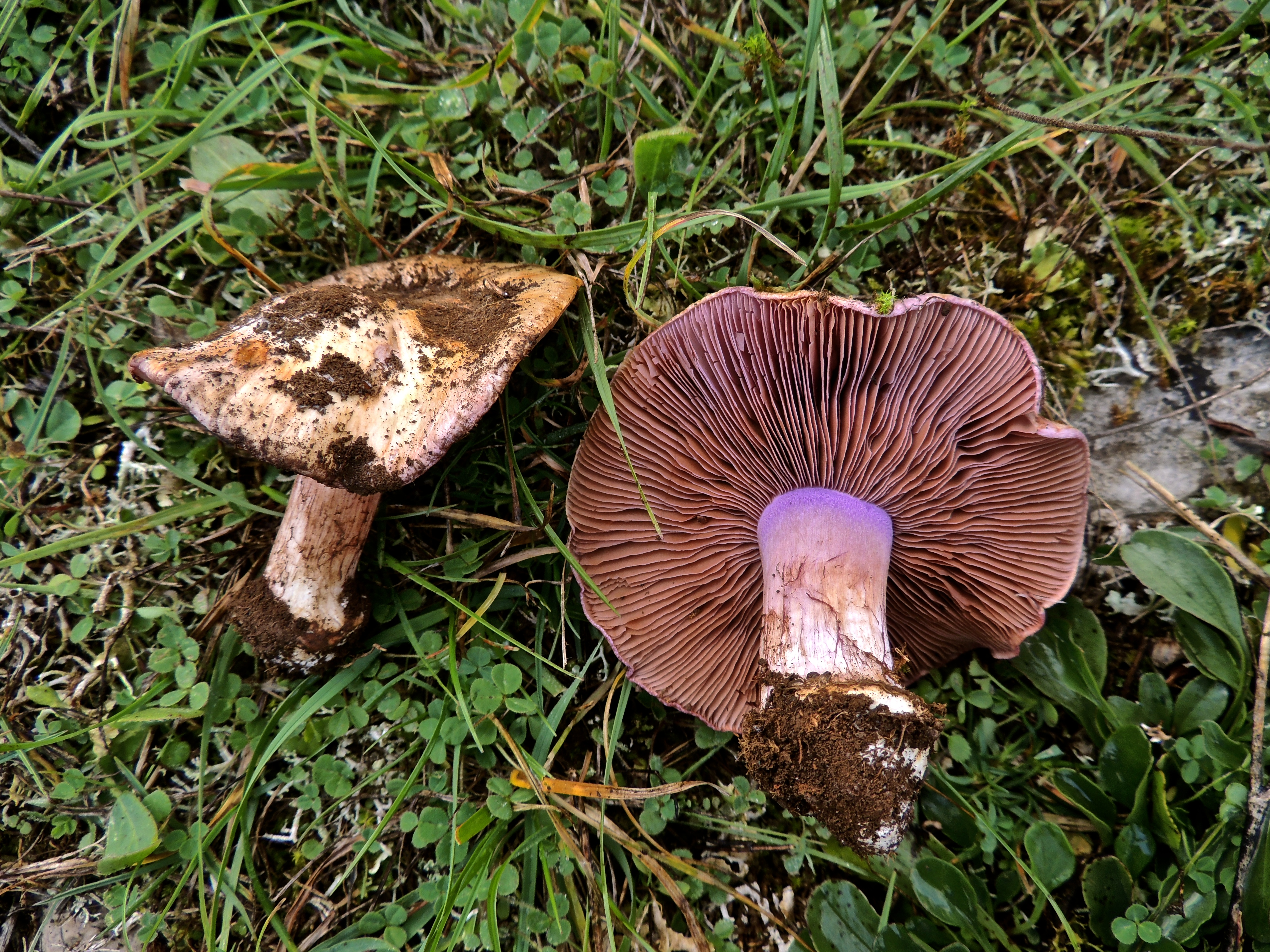
!Cortinarius dibaphus!
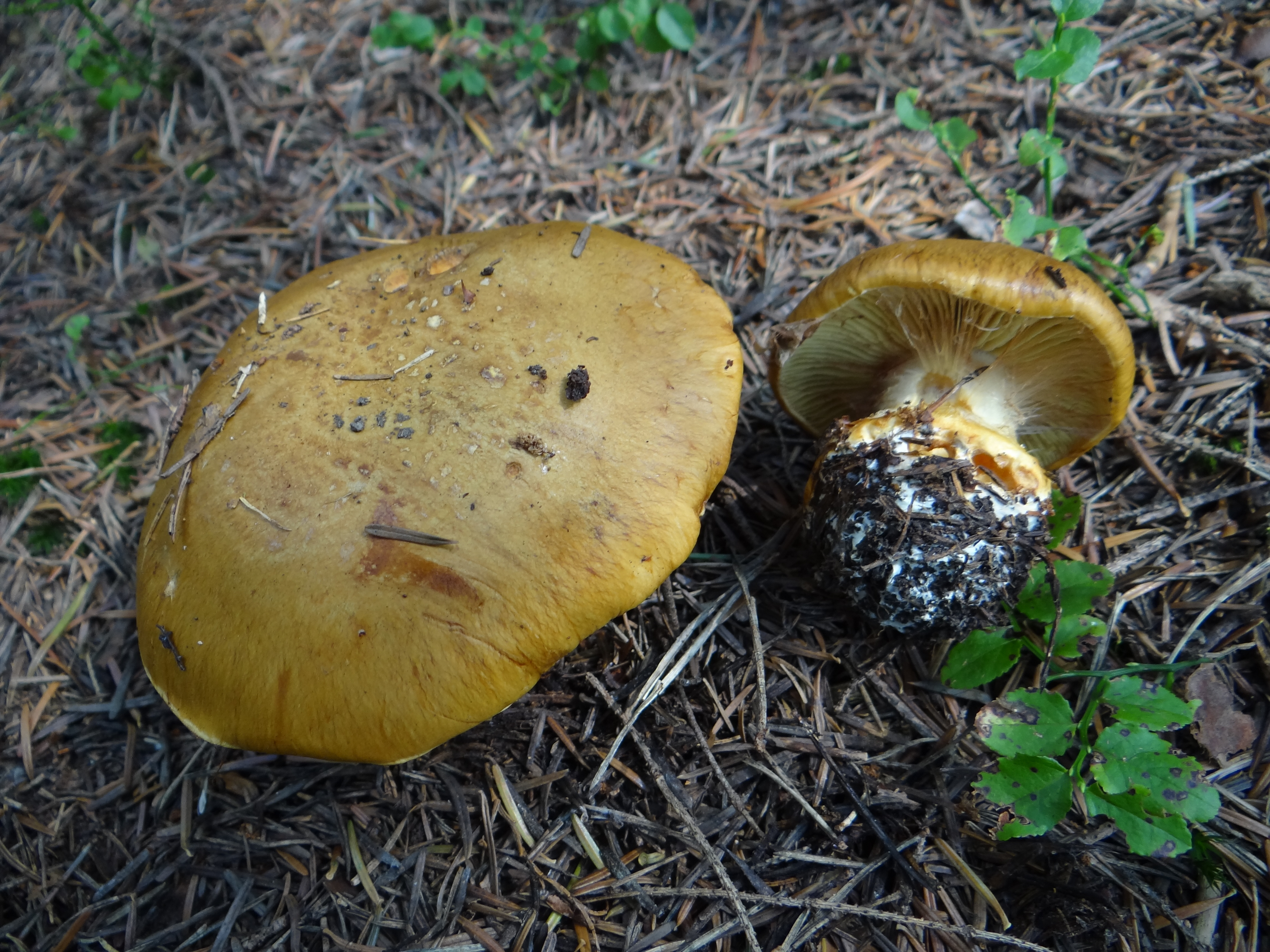
Cortinarius elegantior
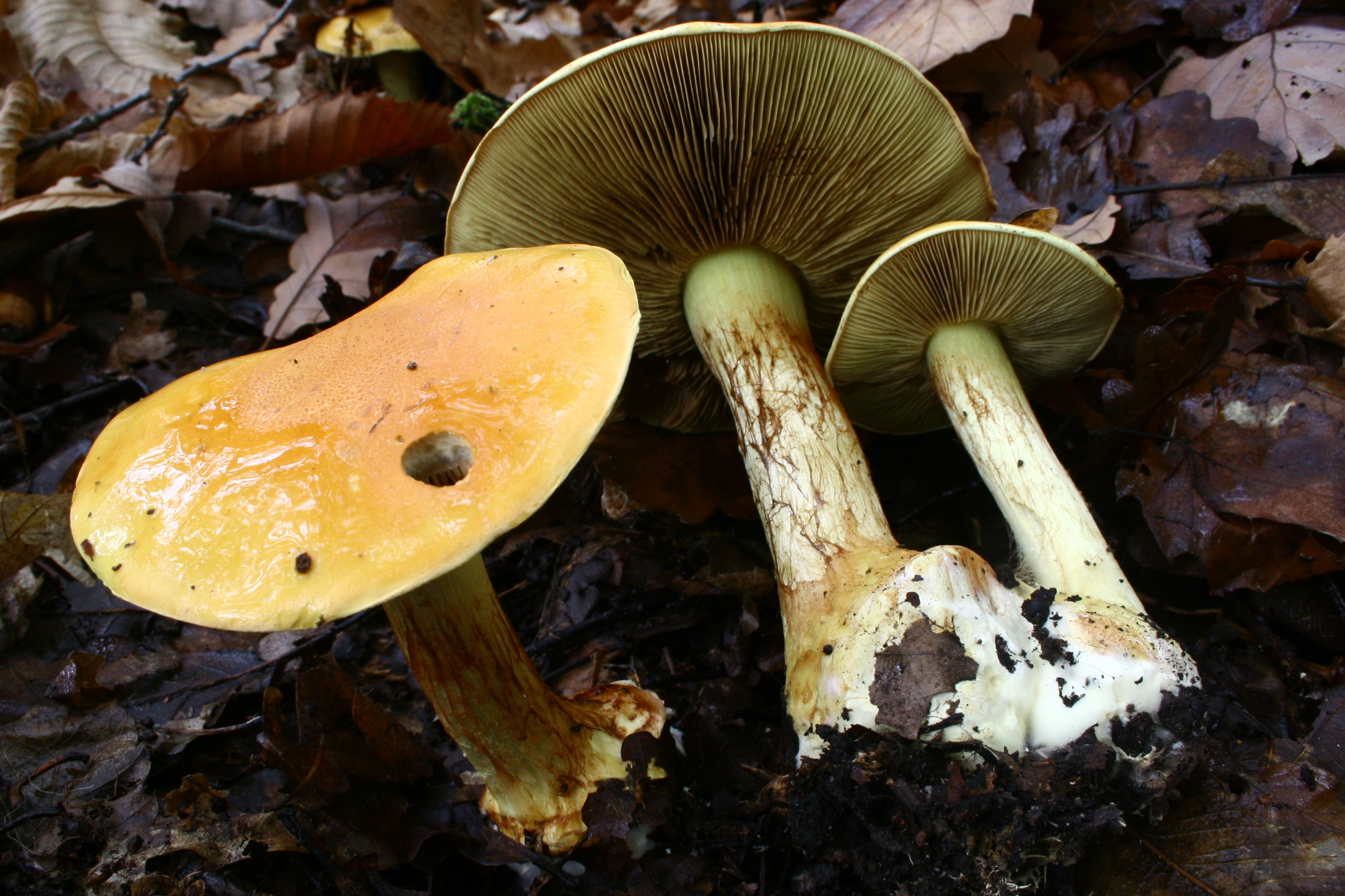
!!Cortinarius elegantissimus!
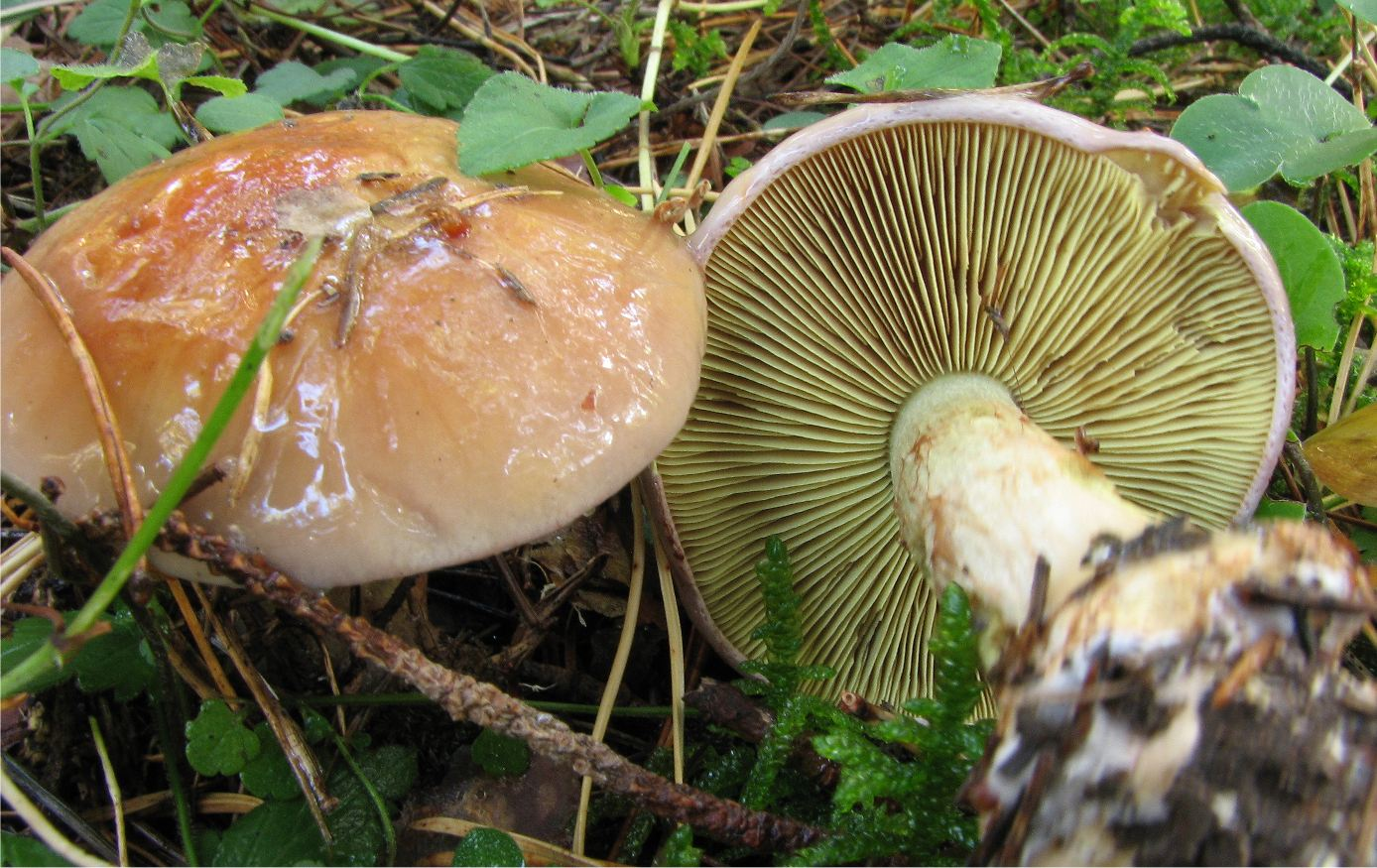
Cortinarius odorifer

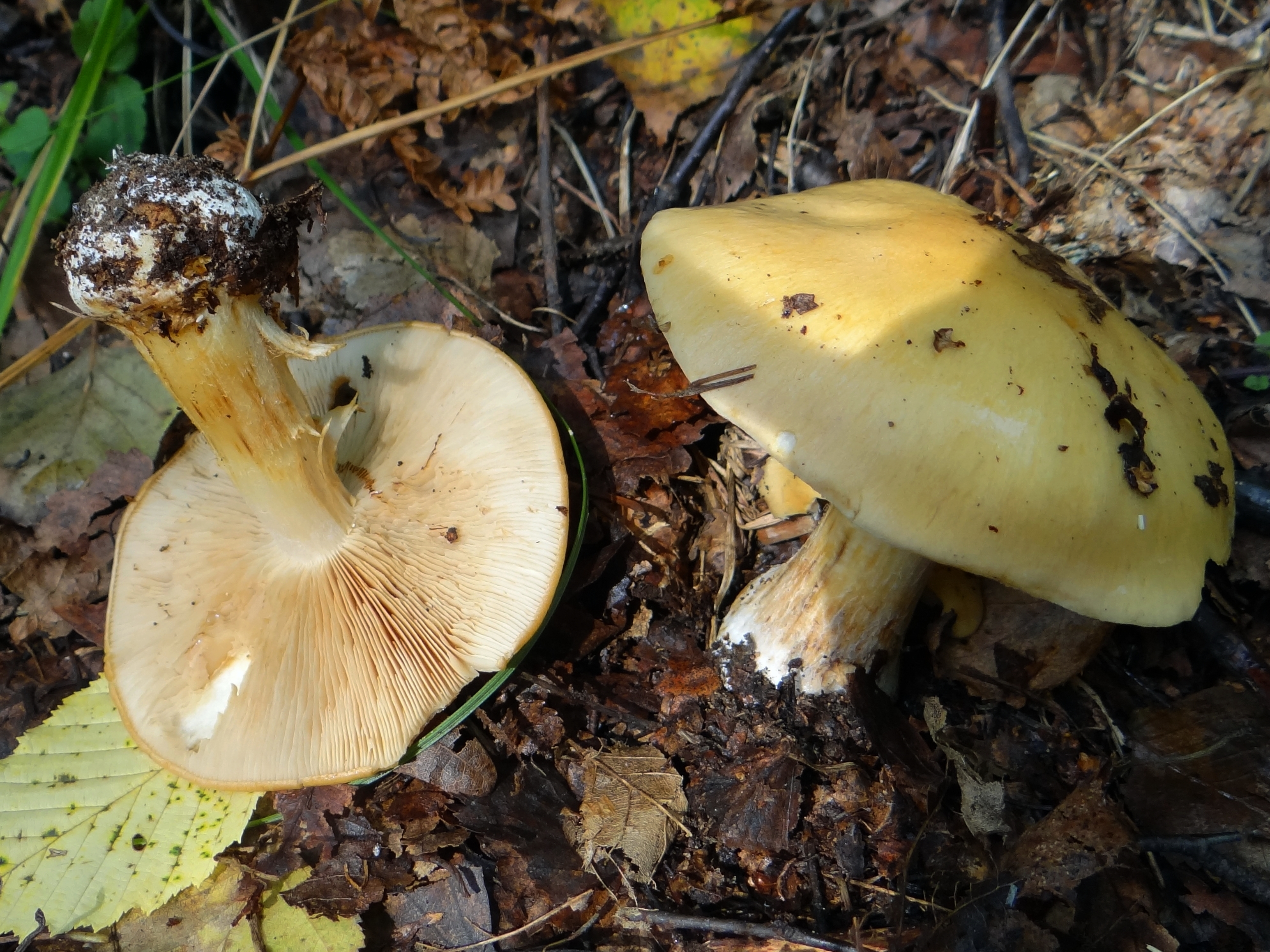
Cortinarius percomis
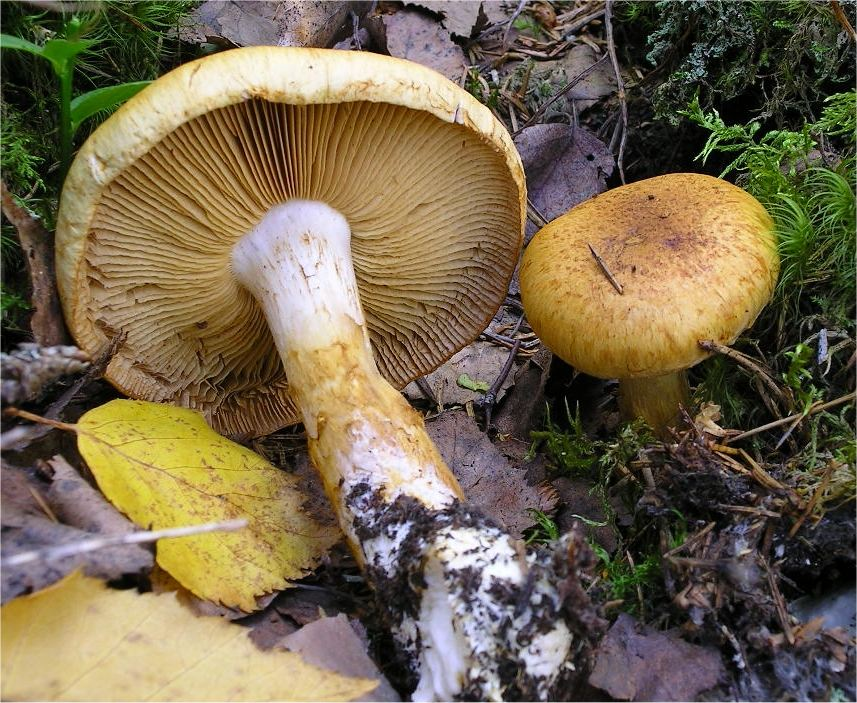
Cortinarius saginus
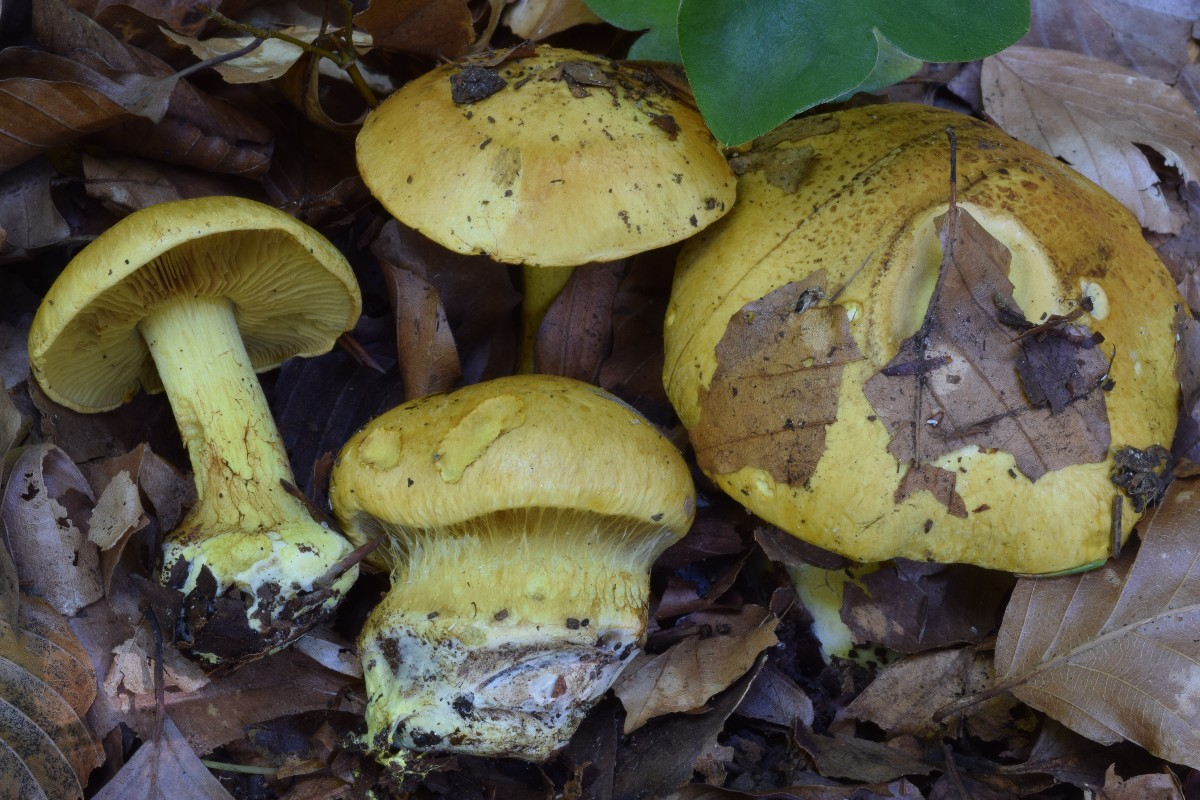
!!!Cortinarius splendens!!!
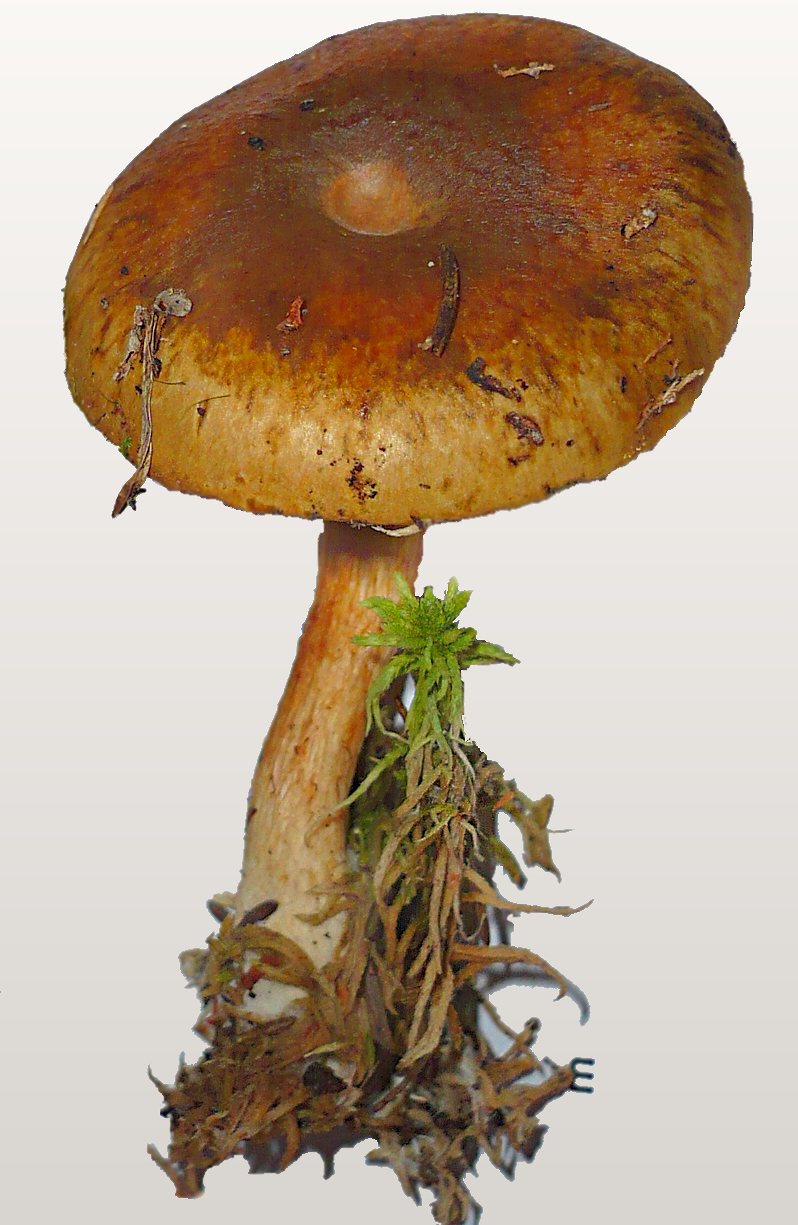
!Cortinarius subtortus!

## Valorificare
Cortinarius mussivus nu este otrăvitor, dar necomestibil, având un miros și gust neplăcut. 
Dar dați atenție! Dacă nu se dă seama de mirosul speciei, buretele poate fi confundat ușor între altele cu Cortinarius splendens, o ciupercă posibil letală.